# Hôtel du département de Lot-et-Garonne
L'hôtel du département de Lot-et-Garonne est situé no 1633, avenue du Général-Leclerc, à Agen, dans le département de Lot-et-Garonne, faisant partie de la région Nouvelle-Aquitaine.

## Historique
En 1656, Louis XIV crée l'hôpital général de Paris qui regroupe la Pitiè-Salpétrière et Bicêtre. Cet hôpital a pour but d'enfermer les vagabonds et les insensés et de venir en aide aux indigents qui n'avaient pas de logements. L'objectif était de donner du travail à ces personnes et de lutter contre l'insécurité et l'insalubrité des rues parisiennes.
Louis XIV signe la lettre patente d’établissement d’un hôpital général à Agen en 1685. On choisit alors un emplacement au bout de la promenade du Gravier, le long de la Garonne.
Agen possédait alors sept hôpitaux. Par ordre chronologique de leurs fondations, les habitants pouvaient se faire soigner à l'hôpital Saint-Antoine, fondé vers 994 pour soigner une épidémie de mal des ardents, l'hôpital Saint-Georges, l'hôpital du-Martyre, l'hôpital Saint-Jacques, l'hôpital Saint-Michel, la léproserie ou maison des Ladres de la porte du Pin, l'hôpital du Saint-Esprit. Les cinq premiers étaient établis le long des murailles nord et ouest de la ville. Les deux derniers ont été fondés hors de la ville.
C'est grâce à un legs de 24 000 livres de Marc-Antoine de Las de Lacépède, seigneur de Lacépède et de Gayon, maréchal des camps et armées du roi, conseiller d'État, commandant en chef de la province de Guyenne en 1655, que le bâtiment a pu être édifié au lieu-dit «Loge-Renaud». Il a été appelé manufacture de Las ou Hôpital général des Pauvres. Le 8 avril 1686, l'évêque Jules Mascaron a posé la première pierre du bâtiment. Sa construction est terminée trois ans plus tard et il reçoit ses premiers pensionnaires en 1690.
En 1791 la tutelle de la gestion de l'établissement est enlevée à l'autorité ecclésiastique pour être donnée à la municipalité. Une prison est créée dans l'établissement en 1792.
Après la Terreur, il accueille les filles repenties et les femmes de petite vertu.
En 1810, Napoléon fait de l'établissement le dépôt départemental de mendicité. Ces établissements ont été créés pour lutter contre « le  vagabondage et la mendicité ». Ils devaient recueillir les mendiants valides condamnés par les tribunaux.
À la suite de la fermeture du vieil hôpital du Martyre, qui était situé près de la collégiale Saint-Caprais, en 1819, un décret de Louis XVIII en fait un hôpital sous le nom de Saint-Jacques. Des travaux transforment l'ensemble pour l'adapter l'organisation de l'hôpital aux nécessités dues aux découvertes sur les contagions et les bactéries avec la séparation des différentes catégories de malades. On construit l'aile méridionale, la chapelle est édifiée et l'entrée principale qui était face à la Garonne est placée dans sa position actuelle. Un quartier pour soigner les enfants est aménagé en 1867, et le pavillon consacré à la maternité est ouvert en 1902. En 1930, des travaux d'installation d'un nouvel équipement de pointe de la salle d’opérations en fait un des hôpitaux les plus modernes du Sud-Ouest.
L'hôpital saint-Jacques est fermé en 1979 et ses activités transférées au Centre hospitalier d'Agen.
Le Conseil général de Lot-et-Garonne a commencé à acquérir les bâtiments et les terrains en juillet 1979. 
En 1980 la direction départementale de l'équipement investit le bâtiment, suivie de la direction départementale des affaires sanitaires et sociales.
Le Conseil général a terminé l'acquisition des bâtiments en décembre 1988. Il a alors entrepris des travaux de rénovation à la fin des années 1980 par l'architecte Agenais, Jean Ferrando, prix de Rome.
Les services administratifs du conseil général ont pu investir les anciennes salles des malades rénovées en 1991, puis, le 27 février 1992, pour la première fois, les conseillers généraux ont pu siéger dans leur nouvel hémicycle aménagé dans l'ancienne chapelle.